# جو برادفورد
جو برادفورد (بالإنجليزية: Joe W. Bradford؛ من مواليد: 1977م)، عالم مسلم وباحث في التمويل الإسلامي من الولايات المتحدة الأمريكية. وكان نائب الرئيس والمستشار الشرعي الأول لمصرف الراجحي، أكبر بنك إسلامي في الشرق الأوسط. يعد جو أحد الخبراء البارزين في أمريكا الشمالية في الأمور المتعلقة بالمسلمين والمالية.

## سيرته
ولد بتروي في سنة 1977م تقريباً، ونشأ في جاكسونفيل وتخرج من مدرسة ساندل وود الثانوية. ولد جو في عائلة كاثوليكية واعتمد في سن 11 عامًا وبعد ذلك بقليل اعتنق الإسلام.
عندما كان عمره 15 عامًا (سنة 1991م)، ظهر يوم الأحد في المركز الإسلامي في شمال شرق فلوريدا، بعد عام من تولي الحافظ محمد شفيق إماما (إمام مسجد القرآن في ميلواكي الآن). قال جو: «لقد كان معلمي الأول، ومرشدي الأول. لقد كان صبورا جدا معي والحمد لله في تمردتي وإلى حد ما . . . قبلت الإسلام في جاكسونفيل، فلوريدا».
التحق جو للدراسة في الجامعة الإسلامية بالمدينة المنورة حيث حصل على درجة البكالوريوس. وكان أول أمريكي يتم قبوله في برنامج درجة الماجستير في الشريعة الإسلامية بالجامعة. ثم عاد إلى الولايات المتحدة، ليعمل في مجال الاستشارات المالية الشرعية، ويدرس اللغة العربية بالجامعة.
تولى جو منصب إمامة المركز الإسلامي في شمال شرق فلوريدا سنة 2011م واستقال في 25 يونيو سنة 2012م.
قام بترجمة كتاب موسى القدومي "الأجوبة الجلية في الأحكام الحنبلية" إلى اللغة الإنجليزية بالاسم "Qaddumi's Elementary Hanbali Primer".
وهو حاليًا طالب دكتوراه في الجامعة الإسلامية العالمية في ماليزيا ويعمل على القضايا المتعلقة بالظلم المالي.

## مؤلفاته
له مصنفات:
- Qaddumi's Elementary Hanbali Primer، الترجمة الإنجليزية لكتاب الفقيه الحنبلي موسى القدومي.
- Simple Zakat Guide، كتاب دليل لفهم وحساب الزكاة باللغة الإنجليزية.[16]
- Fourty(40) HadithOn Wealth And Earning، أربعون حديثاً في المال والتكسب.
- Bigger Problems: Major Concepts for Understanding Transactions under Islamic law، متن مختصر عن المفاهيم الرئيسية اللازمة لفهم المعاملات والعقود في ظل الشريعة الإسلامية.
- A Primer on Jumuah، يتناول هذا المتن المختصر هذه الأسئلة السبعة: من وماذا ومتى وأين ولماذا وكيف وكم فيما يتعلق بصلاة الجمعة. وفي النهاية تم تضمين عدد من نماذج العبارات لاستخدامها أثناء الخطبة. الهدف من هذا المتن هو تزويد القارئ بقراءة سريعة وسهلة تتيح للقارئ استيفاء الشروط الأساسية لصلاة الجمعة حتى تكون هذه العبادة المهمة صحيحة.[17]